# Johann Christian Carl Achenbach
Johann Christian Carl Achenbach auch Charles Achenbach (* 4. September 1825 in Lübeck; † nach 1845) war ein deutscher Pianist, Kantor und Komponist des 19. Jahrhunderts.

## Leben

### Frühes Leben und Familie
Achenbach wurde am 4. September 1825 in Lübeck als Sohn von Carl Franz Achenbach und Dorothea Auguste Henriette „Doris“ Beuthien geboren, die am 31. Oktober 1824 heirateten. Er wurde am 29. September 1825 in der St.-Jacobi-Kirche in Lübeck getauft. Über seine Kindheit und frühe musikalische Ausbildung ist wenig bekannt.

### Karriere
Achenbachs musikalische Laufbahn führte ihn durch verschiedene europäische Städte, darunter Helsingfors (heute Helsinki, Finnland), diverse Orte in Österreich und Russland. Mit zwanzig Jahren war er 1845 in Moskau, später in Tambow in Russland und Vyborg. Danach war er Kantor in Orel.

## Werke (Auswahl)
- Rosenknospen, Walzer für Klavier op. 12, seiner Mutter gewidmet, im L’echo musical in Moskau um 1845 veröffentlicht.[3]
- „Emilien Polka, Mazurka und Polka“, op. 14
- „Adieu a Helsingfors“, Polka, op. 15
- „Die Ankunft (L’arrivee)“, Galopp, op. 18
- „Mazurka“, op. 67
- „L’appel du cor“, Walzer, op. 68
- „Polka“, op. 110
- March sur le thème Rule Britania op. 114 für Klavier, Wien, 1874[4]
- Farewell and Welcome, Grande Valse op. 115 für Klavier, Friedrich SchreiberWien, 1874[5]
- „Semillante“, Polka, op. 119
- „Fleurs de printemps“, Walzer, op. 120
- Fleurs de Printemps op. 120 für Klavier, Wien, 1875[6]
- Schlechte Zeiten op.122 OCLC 838704297
- Erinnerung an Wiburg. Marien-Polka für Klavier